# Macrauchenia
Ordre
Espèces de rang inférieur
- † Macrauchenia patachonica (espèce type)
- † Macrauchenia ullomensis
- † Macrauchenia boliviensis

Macrauchenia est un genre fossile de mammifères de l'ordre des Litopternes, avec un corps rappelant celui des camélidés et peut-être une courte trompe. Il a vécu du Miocène supérieur (Tortonien) jusqu'à la fin du Pléistocène, soit il y a environ entre 9 Ma (millions d'années) et 11 700 ans. Ses fossiles sont connus en Amérique du Sud et principalement en Argentine.

## Description
Un peu plus grand qu'un cheval, Macrauchenia mesurait 3 mètres de long, 1,80 mètre de haut et pesait de 700 à 1 000 kg.
Il s'agit d'un ordre d'ongulés à nombre impair de doigts : Macrauchenia possède trois doigts à chaque membre, comme cela avait déjà été conjecturé par Charles Darwin, découvreur du premier fossile.
Une caractéristique frappante des Macrauchenia est la position des narines sur le dessus de la tête, entre les yeux. Les narines de plus en plus en arrière sont une tendance évolutive dans les litopternes ultérieurs. Comme les mammifères dotés d'une trompe montrent les narines dans une position similaire, une hypothèse est que Macrauchenia avait une trompe semblable à un tapir ou un museau gonflé comme celui de l'antilope saïga, peut-être pour empêcher la poussière d'entrer dans les narines. Les sources secondaires représentent l'animal avec un tronc court, mais une étude récente comparant les crânes de tapirs et de diverses autres espèces de mammifères herbivores existantes et éteintes a plutôt constaté des similitudes avec les crânes d'orignaux, suggérant que Macrauchenia et d'autres macraucheniidés tels que la Huayqueriana ne possédaient pas de trompe. Le museau de la Macrauchenia est complètement entouré d'os, et l'animal a un cou allongé qui lui permettait de s'élever ; aucun mammifère à proboscis ne possède ces caractéristiques. Une autre hypothèse est que ces Litopternes étaient des broutards hauts sur pattes sur une végétation dure et épineuse, et qu'une position élevée et rétractée leur évitait d'être blessés par des épines dans les narines. Les dinosaures sauropodes (brouteurs en hauteur d'aiguilles de conifères et des cycas) ont un museau similaire, et les girafes et gérenouks vivants, brouteurs en hauteur d'acacias épineux, ont des narines plus rétractées que les taxons apparentés ayant d'autres habitudes alimentaires.

## Paléobiologie
Si elle a bien existé, la trompe pouvait leur servir comme une lèvre préhensile pour attraper, déplacer des fruits ou des graines et comme organe de toilette, ce qui, joint à son habileté pour esquiver ses ennemis (selon les études réalisées sur la structure des articulations des pattes) indique une certaine intelligence.

## Classification
La génétique démontre sa parenté avec l'ordre des Périssodactyles.

## Galerie

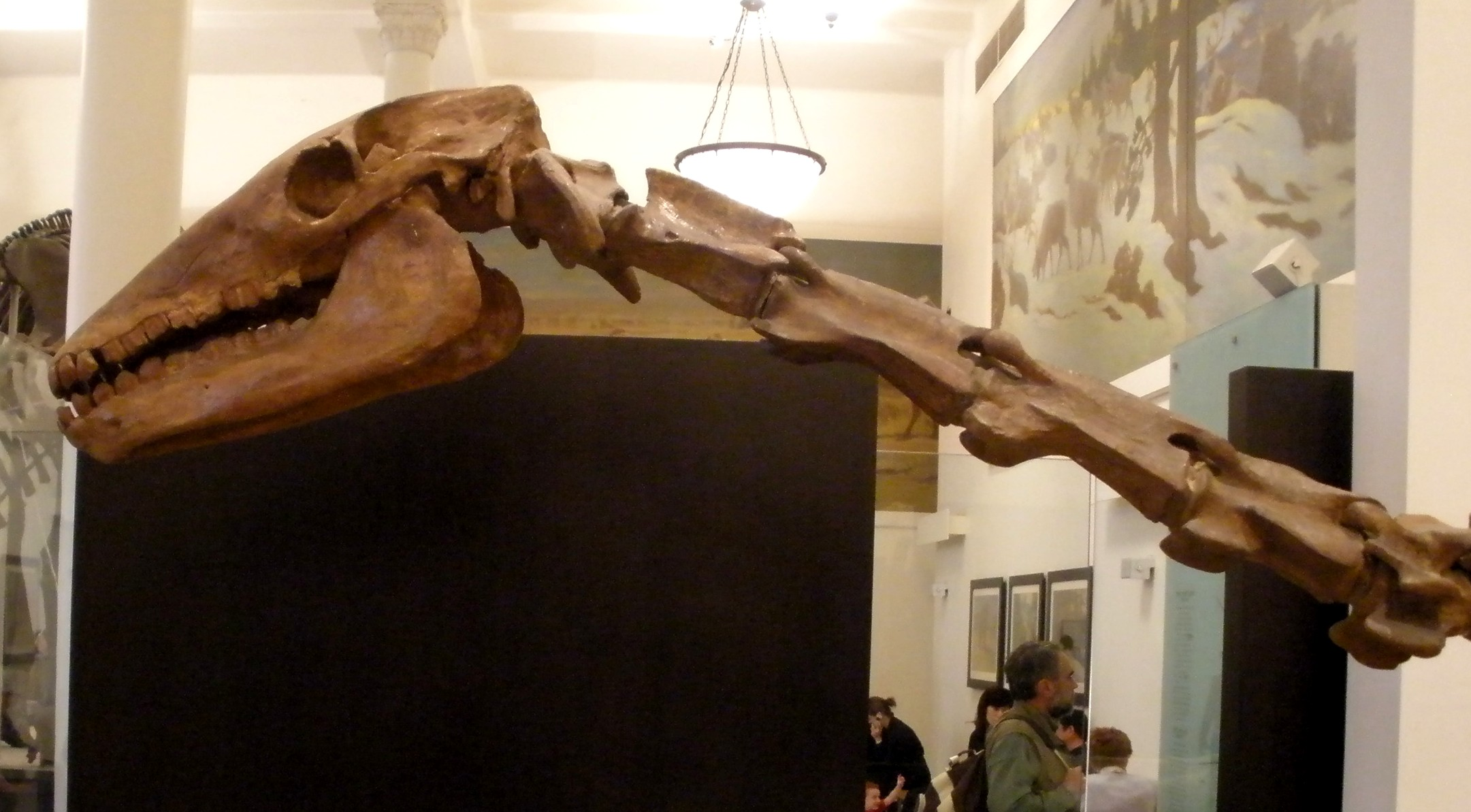
Crâne et vertèbres d'un Macrauchenia patachonica.
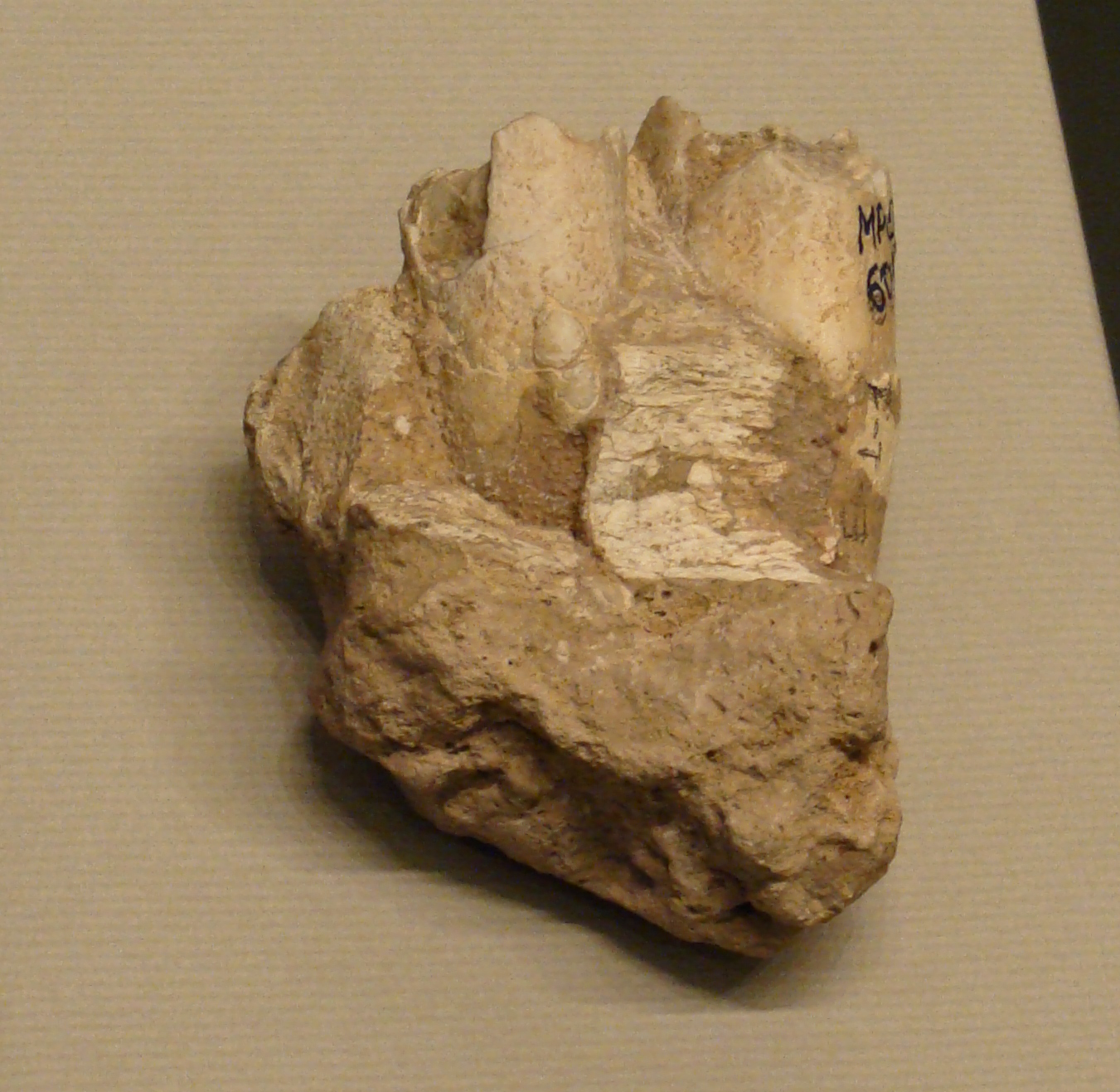
Dent d'un Macrauchenia patachonica.
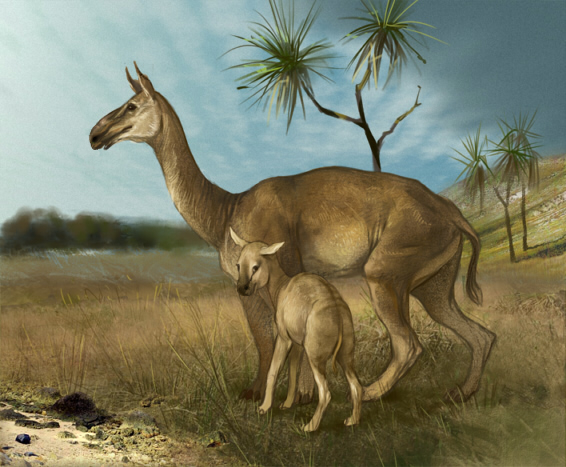
Illustration d'un M. patachonica par le paléoartiste Robert Bruce Horsfall, 1913.
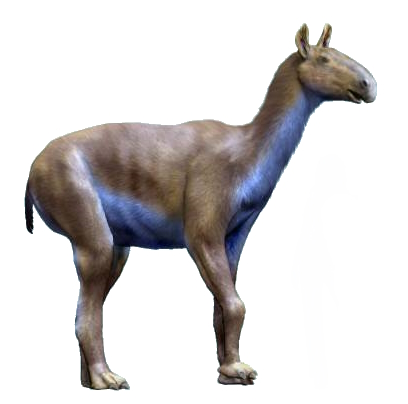
Restitution d'un M. patachonica par le paléoartiste Nobu Tamura.

## Dans la culture
Cet animal apparaît dans le cinquième épisode de Sur la terre des monstres disparus, ainsi que dans L'Âge de glace.
Il a pu en partie inspirer les montures « tauntaun » de la « planète des glaces » de l'univers de Star Wars.